# 国鉄タキ9250形貨車
国鉄タキ9250形貨車（こくてつタキ9250がたかしゃ）は、かつて日本国有鉄道（国鉄）及び1987年（昭和62年）4月の国鉄分割民営化後は日本貨物鉄道（JR貨物）に在籍した私有貨車（タンク車）である。

## 概要
本形式は、アセトアルデヒド専用の30t 積タンク車として1967年（昭和42年）9月20日から1975年（昭和50年）4月5日にかけて22両（タキ9250 - タキ9271）が富士重工業及び川崎重工業にて製作された。
本形式の他にアセトアルデヒドを専用種別とする形式には、タム8400形 （2両） 、タキ6850形（27両）、タキ10400形（1両）、タキ11250形（6両）の4形式があった。
化成品分類番号は、「燃32」（燃焼性の物質、引火性液体、危険性度合1（大））が標記された。
落成時の所有者は、電気化学工業（現・デンカ）、伊藤忠商事の2社でありその各々の常備駅は北陸本線（現・えちごトキめき鉄道日本海ひすいライン）の青海駅、信越本線貨物支線の焼島駅である。
電気化学工業所有車がダイセル化学工業へ1971年（昭和46年）6月5日に3両（タキ9250 - タキ9252）、1974年（昭和49年）2月2日に4両（タキ9260 - タキ9263）、1976年（昭和51年）7月20日に6両（タキ9264 - タキ9268、タキ9270）がそれぞれ名義変更された。更に1973年（昭和48年）3月13日に2両（タキ9258 - タキ9259）が化成水島へ、1975年（昭和50年）5月6日に1両（タキ9269）がチッソ石油化学へそれぞれ名義変更された。
チッソ石油化学所有車1両（タキ9269）は1976年（昭和51年）12月28日に再度ダイセルへ名義変更された。
1974年（昭和49年）2月28日に化成水島所有車2両（タキ9258 - タキ9259）、1978年（昭和53年）10月1日にダイセル化学工業所有車3両（タキ9261、タキ9268、タキ9270）がそれぞれ三菱化成工業へ名義変更された。
1989年（平成元年）9月に三菱化成工業所有車2両（タキ9259、タキ9268）が徳山石油化学へ名義変更された。
普通鋼（一般構造用圧延鋼材）製のドームレスタンク体に、厚さ70mm（タキ9271は75mm）のグラスウール断熱材を巻き、薄鋼板製のキセ（外板）が設置された。
荷役方式は、タンク上部の液入管とオーバーフロー管からの上入れ、液出管と窒素加圧による上出し方式である。
車体色は黒色、寸法関係は全長は15,000mm、全幅は2,500mm、全高は3,770mm、台車中心間距離は10,820mm、実容積は38.5m3、自重は21.0t、換算両数は積車5.0、空車2.0であり、台車はベッテンドルフ式のTR41C、TR225である。
1987年（昭和62年）4月の国鉄分割民営化時には20両の車籍がJR貨物に継承されたが、2004年（平成16年）度に最後まで在籍した3両が廃車となり同時に形式消滅となった。

### 年度別製造数
各年度による製造会社と両数、所有者は次のとおりである。（所有者は落成時の社名、区分分けはロット毎）
- 昭和42年度 - 21両
  - 富士重工業 5両 電気化学工業（タキ9250 - タキ9254）
  - 富士重工業 2両 電気化学工業（タキ9255 - タキ9256）
  - 富士重工業 4両 電気化学工業（タキ9257 - タキ9260）
  - 富士重工業 5両 電気化学工業（タキ9261 - タキ9265）
  - 富士重工業 5両 電気化学工業（タキ9266 - タキ9270）
- 昭和50年度 - 1両
  - 川崎重工業 1両 伊藤忠商事（タキ9271）